# TortoiseHg
TortoiseHg是Mercurial的圖形化前端軟體，有Microsoft Windows系統（直接和檔案總管整合）、MacOS及Linux版本的軟體
TortoiseHg是用PyQt所寫（Windows shell外殼擴展例外），其底層的客戶端軟體可以在命令行界面下執行。
TortoiseHg的特徵如下：
- 存儲器瀏覽器
- 提交對話窗
- 支援視覺化Diff或合并工具
- 可以對存儲內容進行数据挖掘
- 存儲器同步
- 直覺式的GUI，可管理Mercurial設定

TortoiseHg是自由軟體，依GNU通用公共許可證授權使用。
TortoiseHg可以用作Git伺服器的客戶端軟體
2020年6月時，bitbucket不維護mercurial專案，因此TortoiseHg從bitbucket中移出，移到了heptapod網站。

## 外部連結
- 官方网站